# Acanthognathus ocellatus
Acanthognathus ocellatus este o specie de furnici aparținând genului Acanthognathus. Descrisă în 1887 de Mayr, specia este originară din America de Sud și din alte regiuni.